# Petrorrublo
El Petrorrublo es una transacción petrolera valuada o denominada en rublos. La noción del petrorrublo surge a raíz del anuncio del presidente ruso Vladímir Putin, el 10 de mayo de 2006, sobre la creación de una Bolsa Petrolera denominada en rublos para vender petróleo y gas, el propósito de la cual es convertir al rublo en una moneda internacional que además pueda utilizarse para pagar otro tipo de bienes y mercancías.
La producción de crudo de Rusia de más de 10 millones de barriles diarios y exportaciones de más de 5 millones de barriles, convertirían a la bolsa rusa en la mayor bolsa petrolera del mundo superando en tamaño a las Bolsas petroleras de Londres y Nueva York.
El 8 de junio de 2006, el Sistema Mercantil Ruso, RTS (Russian Trade system) empezó a vender crudo, gas, aceites combustibles y queroseno para jets en rublos.
Las transacciones se realizan en rublos, anteriormente estas transacciones se hacían en dólares por fuera de la RTS, lo cual hace prever una significativa reducción de la demanda por dólares.
El 12 de mayo de 2006 Putin instruyó a sus ministros para que hicieran del rublo una moneda convertible para el 1 de julio de 2006, seis meses antes de lo anticipado inicialmente. Esa medida facilitaría la inversión externa en bonos y opciones futuras a la vez que facilita las inversiones rusas en el exterior.